# Вєрка Сердючка
Вєрка Сердючка — центральний сценічний образ творчості Андрія Данилка, який він придумав і створив у 1991 році.
За словами автора, Вєрка Сердючка — це артперсонаж, через який він розповідає про себе.

## Кар'єра
Прообраз з'явився у 1989 році в полтавській театральній студії «Гротеск». За авторським задумом, Вєрка Сердючка (Віра Валеріївна Сердюк) — продавчиня, провідниця, співачка, телеведуча, акторка.
На велику сцену Вєрка Сердючка вперше вийшла в Полтавському академічному обласному українському музично-драматичному театрі імені Миколи Гоголя 8 березня 1991 року.
1 квітня 1993 року на конкурсі «Гуморина» в Полтаві Вєрка Сердючка була перше представлена великій аудиторії. Саркастичний та веселий персонаж відразу ж сподобався глядачам і суддям.
У 1994 році Вєрка Сердючка стала знаменитою завдяки телебаченню. Всеукраїнська слава прийшла в 1997 році завдяки розважальній програмі «СВ-шоу» на телеканалі «1+1», де Сердючка-провідниця стала ведучою. Програма почала виходити з вересня 1997 року на «1+1» та швидко стала популярною не тільки в Україні, але і за її межами.
У 1997 році вийшла перша пісня Вєрки Сердючки — «Просто Вєра». 13 грудня 1997 року в Києві відбувся концерт «Різдвяні зустрічі Вєрки Сердючки» в Національному палаці мистецтв «Україна».
У 1998 році видано перший сольний міні-альбом артистки — «Я рождена для любви». Також у 1998 та 1999 роках вийшли перші музичні відеокліпи Сердючки на пісні «По чуть-чуть» та «Контролер» (реж. В. Феофілактов та М. Паперник).
У травні-червні 1999 року на сценах Національного академічного театру російської драми імені Лесі Українки та Національного академічного драматичного театру імені Івана Франка пройшли 10 прем'єрних аншлагових шоу-вистав Вєрки Сердючки — «Титаник или плывущая страна». Після виходу шоу-вистави «Титанік», влітку того ж року починається активна гастрольна діяльність Сердючки країнами СНД.
З 18 по 22 квітня 2001 року в Національному академічному театрі російської драми імені Лесі Українки пройшли 5 концертів Вєрки Сердючки з програмою «Я — революція!».
У 2003 році вийшов перший повноцінний студійний альбом Вєрки Сердючки «Ха-ра-шо!» з суперхітом «Всё будет хорошо!». Платівка отримала статус «діамантової».
У 2004 році вінницька фірма «Вінмар» офіційно розпочала виготовляти «Вєркіно масло» та «Вєркін майонез». До 2004 року сценічною партнеркою Вєрки Сердючки була її мовчазна асистентка Гєля (актриса Радмила Щоголева). З 2004 року Сердючку постійно супроводжує «мама» у виконанні актриси Інни Білоконь.
У 2007 році посіла друге місце на конкурсі «Євробачення-2007» з піснею «Dancing Lasha Tumbai» і стала відомою у Європі. З жовтня 2008 по січень 2009 року на телеканалі «Україна» виходило «Шоу Вєрки Сердючки».
У 2010 року Сердючка вирушає на гастролі до Австралії та Ізраїлю. У лютому 2011 року Вєрка Сердючка гастролює по Чехії та Іспанії.
У 2015 році Сердючка з'явилась як камео в американському фільмі «Шпигунка»: Вєрка виконувала пісню «Dancing Lasha Tumbai» просто неба на площі, під крики захвату натовпу. Пісні Сердючки «Dancing Lasha Tumbai» та «Spy Party» ввійшли до офіційного саундтреку фільму.
28 червня 2017 року в Києві в рамках Фестивалю «Atlas Weekend 2017» пройшов концерт, присвячений поверненню Сердючки на велику сцену СНД.
12 липня 2018 року Андрій Данилко заявив, що припиняє виступати в образі Вєрки Сердючки. Пізніше інформація була спростована менеджментом артиста.
У 2020 році пісня «Dancing Lasha Tumbai» прозвучала у британському серіалі «Вбиваючи Єву». У п'ятій серії четвертого сезону головна героїня серіалу Вілланель танцює під неї на щорічному фестивалі врожаю. 4 вересня того ж року, вперше за 12 років, вийшов мініальбом артистки «Sexy». Авторами і продюсерами альбому стали шведи Андріас Орн, Кріс Воле і Петер Бустрем (Bassflow).
У 2021 році Вєрка Сердючка стала співведучою одного з випусків ювілейного сезону тревел-шоу «Орел і решка» разом з Вірою Брежнєвою. Також того ж року стала одним з гедлайнерів музичного фестивалю «Atlas Weekend 2021», у рамках якого дала великий сольний концерт. Улітку 2021 року Сердючка знялась у рекламі «АТБ». 24 серпня 2021 року з піснею «Dancing Lasha Tumbai» взяла участь в урочистому концерті з нагоди 30-річчя Незалежності України, що відбувся в НСК «Олімпійський».

### Євробачення

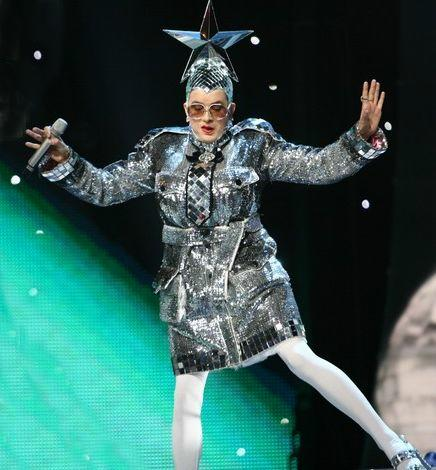
Вєрка Сердючка на Євробаченні-2007

2007 року Сердючка взяла участь у пісенному конкурсі «Євробачення-2007» у Гельсінкі. З піснею «Dancing Lasha Tumbai» вона зайняла 2 місце та отримала почесний титул «Міс Євробачення-2007».
Крім того, Вєрка Сердючка стала улюбленицею «Євробачення», завдяки чому протягом багатьох років організатори конкурсу продовжують запрошувати Сердючку почесною гостю події. Її виступ входить до 8-ми найяскравіших номерів за всю історію «Євробачення».
2016 року костюм Сердючки з виступу на «Євробаченні-2007» потрапив до музичного музею ABBA The Museum (Стокгольм), де на честь 60-річчя конкурсу пройшла інтерактивна виставка «Good evening Europe!».
Для конкурсу «Євробачення-2017», який проходив в Україні, була випущена серія коротких відеокліпів під назвою «Verkavision», в яких розповідається вигадана історія про характер Вєрки Сердючки і про її подорожі як зірки «Євробачення». Вєрка також з'являється на сцені під час фіналу і відкриває телеголосування.
18 травня 2019 року в фіналі «Євробачення» Вєрка Сердючка взяла участь запрошеною зіркою, переспівавши пісню минулорічної переможниці конкурсу Нетти Барзілай — «Toy».
13 травня 2023 року Вєрка Сердючка запрошеною гостею виступила у фіналі «Євробачення» з піснею «Dancing Lasha Tumbai».

## Прототипи
Прототипами персонажа є: Анна Сердюк — шкільна любов Андрія Данилка, шкільна прибиральниця Віра і продавчиня магазину, розташованого в центрі Полтави.

## Сім'я

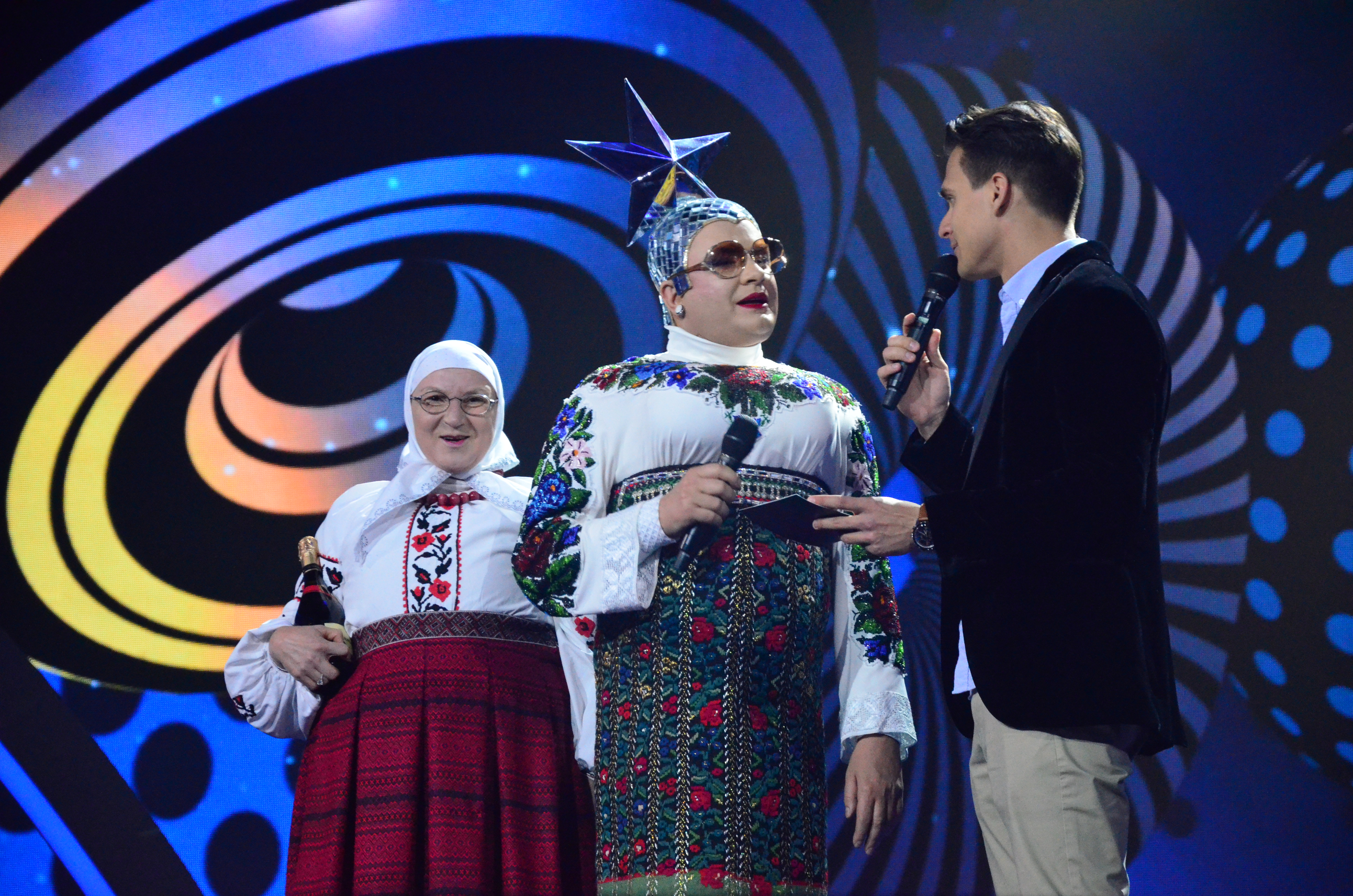
Вєрка Сердючка з мамою

- Мати — Інна Адольфівна Сердюк, роль якої грає актриса Інна Білоконь. Вперше мама з'явилася в номері «Похорон»[58][59]
- Батько — Валерій Сердюк, однак за словами мами Вєрки батьком є Юрій Гагарін[60]

## Двійники
Образ Вєрки Сердючки використовують численні двійники, з якими судився Андрій Данилко.
|                            | Ненавиджу двійників, чесно вам скажу! Я б їх усіх поставив в шеренгу і розстріляв! |
| — заява Данилка 2005 року, |                                                                                    |

## Пародії
| Назва                                                                                  | Рік  |
| -------------------------------------------------------------------------------------- | ---- |
| Брати Пономаренко. «Сердючка та Якубович»                                              | 2004 |
| Велика різниця. «Жіночі історії з Оксаною Пушкіною»                                    | 2009 |
| «Точь-в-точь». Жасмін. Вєрка Сердючка — «Всё будет хорошо»                             | 2014 |
| «Пороблено в Україні». «Вумен мен» (за мотивами життя Андрія Данилка і фільму Бердмен) | 2015 |
| Ліга сміху. Луганська Збірна — Прощальний концерт Вєрки Сердючки                       | 2018 |

## Телебачення
| Назва | Рік       |
| --- | --------- |
| «СВ-шоу» (телеканали «1+1», «РТР», «ТВ-6»)                                                                                               | 1997—2002 |
| Шоу «Улетный отпуск» («Новий канал») | 2006      |
| «Шоу Вєрки Сердючки» (ТРК «Україна») | 2008—2009 |
| «Субботний вечер» (канал «Россия-1») | 2012      |
| Тревел-шоу «Орел и решка», спільний випуск разом з Вірою Брежнєвою, як ведучими ювілейної програми («Новий канал», телеканал «П'ятниця») | 2021      |

## Концертні програми
| Назва                              | Рік       |
| ---------------------------------- | --------- |
| «Різдвяні зустрічі Вєрки Сердючки» | 1997      |
| «Титаник, или Плывущая страна»     | 1999      |
| «Я — революція!»                   | 2001—2002 |
| «Я рождена для любви» (літо 2003)  | літо 2003 |
| «Тільки хіти»                      | 2003—2004 |

## Дискографія

### Альбоми
| Назва                     | Рік  |
| ------------------------- | ---- |
| Я рождена для любви       | 1997 |
| Неизданное                | 2002 |
| Ха-ра-шо!                 | 2003 |
| Чита Дрита                | 2003 |
| Неизданное: Жениха хотела | 2004 |
| Tralli-Valli              | 2006 |
| Doremi Doredo             | 2008 |
| Sexy                      | 2020 |

### Пісні
| Назва                                      | Рік  |
| ------------------------------------------ | ---- |
| «Пирожок»                                  | 2001 |
| «Вера+Миша» (разом з Михайлом Поплавським) | 2001 |
| «Гоп-гоп»                                  | 2002 |
| «Чита дрита»                               | 2003 |
| «Ха-ра-шо»                                 | 2003 |
| «Жениха хотела» (разом з Глюк'OZA)         | 2004 |
| «Тралі-Валі»                               | 2006 |
| «Dancing Lasha Tumbai»                     | 2007 |
| «DoReMi DoReDo»                            | 2008 |
| «Дольче габана»                            | 2010 |
| «На облаках» (разом з EL Кравчук)          | 2011 |
| «Смайлик»                                  | 2011 |
| «Розовый свитер»                           | 2012 |
| «Make It Rain Champagne»                   | 2019 |
| «Є пропозиція»                             | 2022 |

## Відеокліпи
| Назва                                                                               | Рік  |
| ----------------------------------------------------------------------------------- | ---- |
| «По чуть-чуть» (реж. В'ячеслав Феофілактов)                                         | 1998 |
| «Контролёр» (реж. Максим Паперник)                                                  | 1999 |
| «Пирожок» (реж. Володимир Якименко)                                                 | 2001 |
| «Вера + Миша» (дует з Михайлом Поплавським)                                         | 2001 |
| «Гоп-гоп» (реж. Максим Паперник)                                                    | 2001 |
| «Всё будет хорошо» (реж. Максим Паперник)                                           | 2003 |
| «Новогодняя» (реж. Альберт Хамітов)                                                 | 2003 |
| «Я не поняла» (мюзикл «Золушка», реж. Семен Горов)                                  | 2003 |
| «Чита-дрита» (реж. Семен Горов)                                                     | 2004 |
| «Тук, тук, тук» (реж. Семен Горов)                                                  | 2004 |
| «Ти напився, як свиня» (мюзикл «Сорочинська ярмарка», реж. Семен Горов)             | 2004 |
| «Я попала на любовь» (реж. Семен Горов)                                             | 2004 |
| «Hop-hop-hop» (дует з М. Вишневським, реж. Семен Горов)                             | 2005 |
| «Трали-вали» (реж. Олександр Філатович)                                             | 2005 |
| «А я смеюсь» (мюзикл «Пригоди Вєрки Сердючки», реж. Семен Горов)                    | 2005 |
| «Хорошо красавицам» (реж. Олександр Філатович)                                      | 2006 |
| «Бери все» (реж. Олександр Ігудін)                                                  | 2006 |
| «Dancing Lasha Tumbai» (реж. Семен Горов)                                           | 2007 |
| «Kiss please» (реж. Алан Бадоєв)                                                    | 2007 |
| «Do-re-mi» (реж. Семен Горов)                                                       | 2008 |
| «Eurovision queen» (реж. Сергій Дахін і Євген Адаменко)                             | 2008 |
| «Essen» (реж. Віктор Скуратовський)                                                 | 2008 |
| «Є пропозиція» (саундтрек до кінофільму «Велика прогулянка», реж. Олег Зборовський) | 2022 |

## Фільмографія

### Телефільми та телесеріали
| Назва                                                   | Рік  |
| ------------------------------------------------------- | ---- |
| «Вечори на хуторі біля Диканьки» — сільська самогонниця | 2002 |
| «Попелюшка» — Брунгільда                                | 2002 |
| «Снігова королева» — шаманка Ксенія                     | 2003 |
| «За двома зайцями» — Світлана Марківна                  | 2004 |
| «Сорочинський ярмарок» — Хівря                          | 2005 |
| «Три мушкетери» — Мадам Рішельє                         | 2005 |
| «1-й Швидкий» — Вєрка Сердючка                          | 2006 |
| «Пригоди Вєрки Сердючки» — Вєрка Сердючка               | 2006 |
| «Дуже новорічне кіно, або ніч у музеї» — Привид         | 2007 |
| «Морозко» — Мачуха                                      | 2010 |
| «Нові пригоди Аладдіна» — Джин                          | 2011 |
| «Червона шапочка» — Червона шапочка                     | 2012 |
| «Три богатирі. Новорічна казка» — Баба-Яга              | 2013 |

### Повнометражні фільми
| Назва                       | Рік  |
| --------------------------- | ---- |
| «Шпигунка» — камео          | 2015 |
| «Слуга Народу 2» — камео    | 2016 |
| «Велика прогулянка» — камео | 2022 |